# Zappa Records
Zappa Records je nezávislé americké hudební vydavatelství, které v roce 1977 založil Frank Zappa. První album vydané u tohoto vydavatelství bylo koncertní album Sheik Yerbouti (1979), následovala rocková opera Joe's Garage (1979), v tomtéž roce zde vyšlo ještě album Touch Me There L. Shankara. V roce 2006 zde vyšlo například také album Go with What You Know Dweezila Zappy.